# Eugene Feenberg
Eugene Feenberg (* 6. Oktober 1906 in Fort Smith, Arkansas; † 7. November 1977) war ein US-amerikanischer Physiker, der sich mit Quantenmechanik und Kernphysik beschäftigte.

## Biografie
Feenberg studierte 1926 bis 1929 an der University of Texas at Austin Physik und Mathematik und ging dann an die Harvard University, um bei Edwin Kemble zu promovieren. Dazwischen war er 1931 bis 1933 mit einem Stipendium zum Studium in Europa, bei Arnold Sommerfeld in München, Enrico Fermi in Rom (wo er auch Ettore Majorana kennenlernte), Wolfgang Pauli in Zürich und Werner Heisenberg in Leipzig. 1933 promovierte er bei Kemble in Harvard über die Quantentheorie der Streuung langsamer Elektronen an neutralen Atomen. Danach war er Instructor in Harvard, wo er sich mit Kernphysik beschäftigte. Ab 1935 war er an der University of Wisconsin–Madison, wo er mit Gregory Breit über die Ladungsunabhängigkeit der Kernkräfte und Eugene Paul Wigner über Kernstruktur von leichten p-Schalen Kernen zusammenarbeitete. Von 1936 bis 1938 war er am Institute for Advanced Study, wo er mit Melba Phillips zusammenarbeitete. Danach war er am Washington Square College der New York University, wo er Associate Professor wurde. Im Zweiten Weltkrieg arbeitete er bei der Sperry Gyroscope Company über Radar-Röhren (Theorie des Klystrons).
1946 wurde er Associate Professor und schließlich Professor an der Washington University in St. Louis, wo er in den 1950er Jahren über das damals neue Schalenmodell der Kerne arbeitete. 1964 wurde er dort Wayman Crow Professor of Physics. 1975 emeritierte er. Er war unter anderem Gastprofessor an der Princeton University (1953/4), an der State University of New York at Stony Brook (1969) und in Mexiko-Stadt (1974).
Er war in den 1960er Jahren Urheber der Methode der korrelierten Basisfunktionen in der quantenmechanischen Vielteilchentheorie.
1941 wurde er Fellow der American Physical Society. 1975 wurde er in die National Academy of Sciences aufgenommen. Nach ihm ist die Feenberg-Medaille benannt, die für Leistungen in quantenmechanischer Vielteilchentheorie vergeben wird.

## Schriften
- mit George Edward Pake Notes on the Quantum Theory of Angular Momentum, Addison-Wesley, 1953, 1958 Stanford University Press, 1959, Dover, 1999
- Shell Theory of the Nucleus, Princeton University, 1955
- Theory of Quantum Fluids, Academic Press, 1967, 1969

## Ehrungen
1983 stiftete die "Internationale Konferenz über die jüngsten Fortschritte in der Vielteilchentheorie" (International Conference on Recent Progress in Many-Body Theories) in Erinnerung an Feenberg den Feenberg-Award.